# アート金属工業
アート金属工業株式会社（アートきんぞくこうぎょう）は、長野県上田市に本社を置く、自動車などのエンジン用ピストンを開発・製造する企業である。
アイシンの連結子会社で、アイシングループ主要13社の一つ。

## 概要
ピストン専業メーカーであり、取引先は国内の主要自動車メーカーに加え海外の自動車メーカーにも及ぶ。2017年にアイシン精機（現・アイシン）の傘下に入った後は、アイシンのピストン事業が集約され、一手に担う事になった。2016年の時点で、自動車用ピストンの世界シェアは3位である。
また、経済産業省によって2020、2022、2023、2024年度に健康経営優良法人に認定されている。

## 沿革
- 1917年（大正6年）- 榊原郁三が東京市本郷区湯島（現在の東京都文京区湯島）に自動車整備工場「アート商会」として創業[5]。
- 1926年（昭和元年）- アルミニウム合金製ピストンの試作に成功[5]。
- 1932年（昭和7年）- 「アート軽合金鋳造所」を設立し、本格的なピストン製造を開始[5]。
- 1941年（昭和16年）- 販売会社としてアートピストン株式会社を設立（1990年にアート金属工業に吸収合併）[5]。
- 1943年（昭和18年）- 現本社所在地である長野県上田市常盤城に疎開[5]。
- 1945年（昭和20年）- アート金属工業株式会社に改組[5]。
- 1958年（昭和33年）- ピストン部門とピン部門の強化を図るために富士金属株式会社を設立。
- 1964年（昭和39年）- 立科金属株式会社を設立。
- 1969年（昭和44年）- 東部金属株式会社を設立。
- 1970年（昭和45年）- 蓼北金属株式会社を設立。
- 1974年（昭和49年）- ヤシマ金属株式会社（現・蓼北金属株式会社 ヤシマ工場）を設立。タイにアートセリナピストン株式会社（ASP）を合弁で設立。
- 1980年（昭和55年）- 上田市山田に山田工場を新設[5]。
- 1993年（平成5年）- 上田市下之郷に塩田工場・研究開発センターを新設[5]。
- 2016年（平成28年）4月 - アイシン精機（現・アイシン）との経営統合に関する基本合意締結[9][10]。
- 2017年（平成29年）
  - 2月 - アイシン精機がアート金属の発行済み株式8,835,000株を取得し、連結子会社化[11]。
  - 4月 - アイシン精機のピストン事業を譲受[12][3]。

## モータースポーツへの関わり
戦前のアート商会の時代には、榊原郁三の方針により、モータースポーツに積極的に参加していた。アート商会は1920年代から1930年代にかけて開催されていた日本自動車競走大会の常連チームで、中古の航空機用エンジンとアメリカ製のシャシーを組み合わせた「アート・カーチス号」を擁し、ドライバーの榊原真一（郁三の弟）とライディングメカニックの本田宗一郎のコンビで、数々の優勝を挙げた。本田は1922年（大正11年）に丁稚奉公の形でアート商会に入社しており、その後1928年（昭和3年）にはのれん分けの形で静岡県浜松市に「アート商会浜松支店」を設立し独立した。後年、本田は尊敬する人物として、必ず榊原の名を挙げていた。
また、アート金属工業も2015年より全日本F3選手権に参戦するトムスのスポンサーとして部品供給を行っている。

## 関連会社
出典：
- 立科金属株式会社（北佐久郡立科町）
- 浅間ピストン株式会社（佐久市）
- 東部金属株式会社（東御市）
- 蓼北金属株式会社（佐久市）
- エーエスシー株式会社
- ART-SERINA PISTON COMPANY LIMITED（タイ）
- 安慶雅徳帝伯活塞有限公司（ 中国・安徽省安慶市）
- 濱州亜泰雅徳動力配件有限公司（ 中国・山東省浜州市）
- PT.ART PISTON INDONESIA（ インドネシア）